# Сан Ђервазио (Терамо)
Сан Ђервазио (итал. San Gervasio) је насеље у Италији у округу Терамо, региону Абруцо.
Према процени из 2011. у насељу је живело 44 становника. Насеље се налази на надморској висини од 344 м.